# Mochammad Darta
Mochammad Darta (ur. 23 czerwca 1988 r. w mieście Raha) – indonezyjski wioślarz.

## Osiągnięcia
- Mistrzostwa Świata Juniorów – Amsterdam 2006 – czwórka podwójna – 26. miejsce[1].
- Mistrzostwa Świata – Poznań 2009 – czwórka bez sternika wagi lekkiej – 20. miejsce[1].